# ورزشگاه المپیک سئول
ورزشگاه المپیک سئول (انگلیسی: Seoul Olympic Stadium) یک ورزشگاه چندمنظوره در شهر سئول، کره جنوبی است.
این ورزشگاه که در سال ۱۹۸۴ تأسیس شده دارای ۶۹٬۹۵۰ نفر ظرفیت می‌باشد و ورزشگاه اصلی بازی‌های المپیک تابستانی ۱۹۸۸ و بازی‌های آسیایی ۱۹۸۶ بوده‌است.